# Pseudochirulus
Pseudochirulus är ett släkte i familjen ringsvanspungråttor bland pungdjuren. Det finns åtta arter i släktet som är nära släkt med den vanliga pungekorren. Vissa zoologer räknar därför arterna till pungekorrens släkte, Pseudocheirus.

## Beskrivning
Dessa djur förekommer i Nya Guinea (6 arter) och på Kap Yorkhalvön i Queensland, Australien (2 arter). Habitatet utgörs av skogar, främst regnskogar, och de vistas nästan hela livet i träd. Arterna är aktiva på natten och sover på dagen i självbyggda bon av bladverk eller i trädens håligheter. De äter nästan uteslutande blad, möjligtvis även några frukter. Det antas att varje individ utanför parningstiden lever ensam.
Individerna har en tät och ullig päls i grå, brun eller svart. Undersidan är vanligen ljusare eller helt vit. Vissa arter har även strimmor i ansiktet eller på ryggen. Svansen är bara glest täckt med hår och vid spetsens undersida naken. Den används som gripverktyg. Liksom andra ringsvanspungråttor har de ett litet huvud, små öron och två fingrar vid främre handen som är motsättliga. Kroppslängden ligger mellan 17 och 37 centimeter och därtill kommer svansen som är 15 till 39 centimeter lång. Vikten ligger mellan 100 och 1500 gram.
Det är inte mycket känt om arternas fortplantning. Honor har fyra spenar i pungen (marsupium), men två av dem saknar funktion. Honan föder ett eller två ungar åt gången, vilka lever sina första månader i pungen. Sedan stannar de ett tag i bon innan de blir självständiga.
Dessa pungdjur hotas av förstöringen av levnadsområdet. För flera arter saknas tillfredsställande populationsdata.
Släktets arter är:
- Pseudochirulus canescens, lever i Nya Guineas låglänta delar.
- Pseudochirulus caroli, finns i Nya Guineas centrala delar.
- Pseudochirulus cinereus, finns på Kap Yorkhalvön.
- Pseudochirulus forbesi, förekommer i östra Nya Guinea.
- Herberts pungekorre (Pseudochirulus herbertensis), lever på Kap Yorkhalvön.
- Pseudochirulus larvatus, arten räkmnas ibland som en subpopulation P. forbesi.[3]
- Pseudochirulus mayeri, förekommer i Nya Guines bergstrakter, är en av de mindre arter i släktet.
- Pseudochirulus schlegeli, är bara känd från två individer som hittades vid Nya Guineas västra udde.